# Zelotes pluridentatus
Zelotes pluridentatus är en spindelart som beskrevs av Jean-Yves Marinaro 1967. Zelotes pluridentatus ingår i släktet Zelotes och familjen plattbuksspindlar.
Artens utbredningsområde är Algeriet. Inga underarter finns listade i Catalogue of Life.